# Kāhūdān
Kāhūdān (persiska: کاهودان, Kahūrdān, كهوردان) är en ort i Iran.   Den ligger i provinsen Hormozgan, i den sydöstra delen av landet, 1 100 km sydost om huvudstaden Teheran. Kāhūdān ligger 32 meter över havet och antalet invånare är 430.
Terrängen runt Kāhūdān är platt västerut, men österut är den kuperad. Runt Kāhūdān är det ganska glesbefolkat, med 25 invånare per kvadratkilometer. Närmaste större samhälle är Gabrānī, 11,0 km väster om Kāhūdān. Trakten runt Kāhūdān är ofruktbar med lite eller ingen växtlighet.